# Future SC
El Future Sports Club, anteriormente Future Football Club; es un equipo de fútbol de las Islas Caimán que juega la CIFA Premier League, la máxima categoría del país.

## Historia
El club fue fundado en el año de 1998 en West Bay, a pesar de no conseguir un título de la CIFA Premier League logró ser subcampeón en la temporada 2001-02.

## Jugadores

### Plantilla 2020-21
Actualizado el 11 de marzo de 2021.